# فرودگاه بین‌المللی اسوان
فرودگاه بین‌المللی اسوان (به انگلیسی: Aswan International Airport) یک فرودگاه همگانی مسافربری با کد یاتا ASW است که یک باند فرود آسفالت دارد و طول باند آن ۳۴۰۲ متر است. این فرودگاه در شهر اسوان کشور مصر قرار دارد و در ارتفاع ۱۹۸ متری از سطح دریا واقع شده‌است.

## شرکت‌های هواپیمایی و مقصدهای پروازی
| شرکت‌های هواپیمایی                       | مقصدهای پروازی                                                                                             |
| --------------------------------------- | --- |
| ایر لیسور                               | چارتر: پکن، چنگدو شوانگلیو، چنگچینگ ییانگبی، هنگ کنگ، شانگهای پودنگ، شنژن بن، تیانجین بینهای، ووهان تیانهه |
| هواپیمایی مصر                           | ابو سمبل، قاهره                                                                                            |
| هواپیمایی مصر اجرا توسط اجیپت‌ایر اکسپرس | ابو سمبل، قاهره                                                                                            |
| Nile Air                                | قاهره |